# Paul Anderson (ator)
Paul Anderson (Londres, 12 de fevereiro de 1978) é um ator britânico. Ele ganhou destaque por interpretar Arthur Shelby Jr. em Peaky Blinders, Anderson em The Revenant e Sebastian Moran em Sherlock Holmes: A Game of Shadows.

## Carreira
Anderson decidiu atuar em meados dos anos 2000, depois de trabalhar por muitos anos como cambista e músico amador e se matriculou na Academia de Arte Dramática Webber Douglas. Ele começou sua carreira de ator se apresentando em peças escritas pelo amigo Gregory Burke, que estreou na tela com o aclamado filme '71, lançado em 2014. Ele teve seu primeiro papel principal no filme britânico de 2009, The Firm.
O sucesso de Anderson aconteceu quando, em 2013, ele foi escalado para protagonizar a série televisiva Peaky Blinders, da BBC Two, como Arthur Shelby, um gângster de Birmingham após a Primeira Guerra Mundial. Desde então, Anderson apareceu em muitos filmes importantes, incluindo In the Heart of the Sea, de Ron Howard, e The Revenant , além de Brimstone, lançado em 2016.

## Filmografia

### Cinema
| Ano  | Título                             | Papel                   | Notas    |
| ---- | ---------------------------------- | ----------------------- | -------- |
| 2006 | Engaged to Kill                    | Hunter                  |          |
| 2008 | Frankie Howerd: Rather You Than Me | Roger                   |          |
| 2009 | The Firm                           | Bex                     |          |
| 2010 | The Basement                       | Jake                    |          |
| 2011 | A Lonely Place to Die              | Chris                   |          |
| 2011 | Sherlock Holmes: A Game of Shadows | Coronel Sebastian Moran |          |
| 2012 | Piggy                              | Piggy                   |          |
| 2012 | The Sweeney                        | Allen                   |          |
| 2012 | Passion                            | Dirk                    |          |
| 2014 | '71                                | Sargento Leslie Lewis   |          |
| 2014 | Electricity                        | Barry O'Connor          |          |
| 2015 | Legend                             | Albert Donoghue         |          |
| 2015 | In the Heart of the Sea            | Caleb Chappel           |          |
| 2015 | The Revenant                       | Anderson                |          |
| 2016 | Brimstone                          | Frank                   |          |
| 2017 | 24 Hours to Live                   | Jim Morrow              |          |
| 2017 | Hostiles                           | Cabo Tommy Thomas       |          |
| 2018 | Robin Hood                         | Guy of Gisborne         |          |
| TBA  | Nightmare Alley                    |                         | Filmando |

### Televisão
| Ano       | Título                  | Papel               | Notas                              |
| --------- | ----------------------- | ------------------- | ---------------------------------- |
| 2003      | Pink Serenade           | Jeremy Fischer      |                                    |
| 2005      | Doctor Who              | Jason               | Episódio: "The Christmas Invasion" |
| 2007      | Silent Witness          | DS Dave Leeson      | 2 episódios                        |
| 2008      | Ashes to Ashes          | PC Murder Suspect   | Episode: 1.8                       |
| 2008      | Lewis                   | Frank Sporetti      | Episódio: "The Great and the Good" |
| 2009      | Midsomer Murders        | Graham Spate        | Episódio: "The Black Book"         |
| 2011      | The Promise             | Sargento Frank Nash | Minissérie de televisão            |
| 2011      | Lewis                   | Alistair Darlow     | Episódio: "Wild Justice"           |
| 2013      | Top Boy                 | Mike                | 3 episódios                        |
| 2013      | The Great Train Robbery | Gordon Goody        | Minissérie de televisão            |
| 2013–2022 | Peaky Blinders          | Arthur Shelby       | Elenco principal                   |